# Circuito de Zolder
El circuito de Zolder, también conocido como Terlaemen, es un autódromo de 4000 metros de extensión situado en Heusden-Zolder, Bélgica, unos 60 km al noreste de la capital Bruselas.

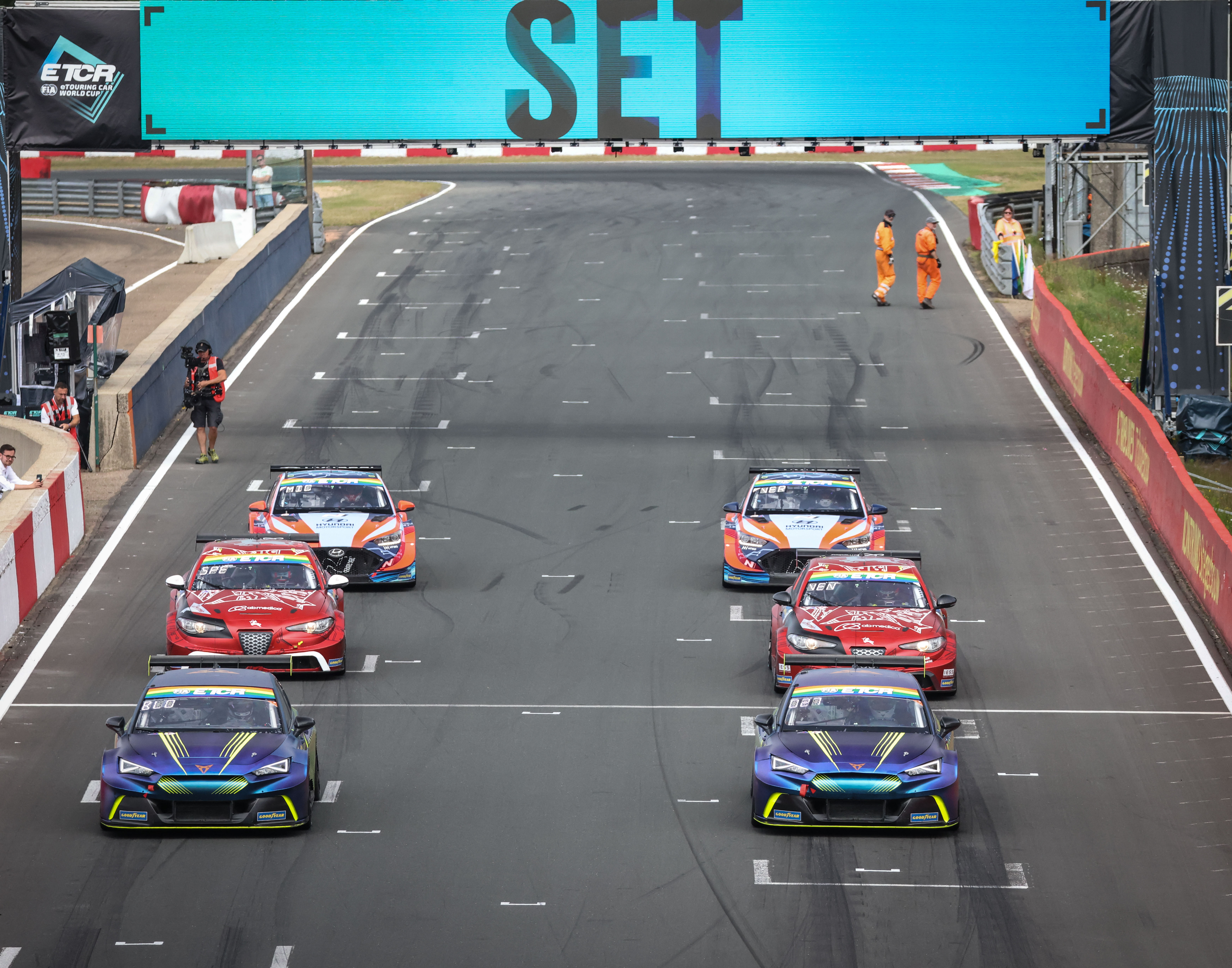
Carrera de ETCR en Zolder, 2022.

## Competiciones
Fue construido en 1963 y acogió el Gran Premio de Bélgica de Fórmula 1 en 10 ocasiones durante las décadas de 1970 y 1980. Perdió su plaza luego de la remodelación del circuito de Spa-Francorchamps.
Zolder se ha utilizado en numerosas competenciones de automovilismo. En el siglo pasado, ha acogido al Campeonato Mundial de Motociclismo (1980), el Campeonato de la FIA de Sport Prototipos (1997), la Fórmula 2 Europea (1968, 1975, 1980 y 1983), Campeonato Alemán de Superturismos (1994-1997) y la Fórmula 3000 Internacional (1988), entre otras. Mientras tanto, en este siglo ha recibido al Deutsche Tourenwagen Masters, la Championship Auto Racing Teams (2007), la Fórmula Renault 3.5 Series, el Campeonato de Europa de Camiones, el Campeonato FIA GT, la Euro Fórmula 3000 y la Superleague Formula, la NASCAR Whelen Euro Series y el Mundial de Turismos, entre otros. A la vez, fue sede del Masters de Fórmula 3 en 2007 y 2008.
Por otra parte, el circuito de Zolder alberga diversas pruebas de ciclismo, entre ellas una fecha anual de la Copa del Mundo de Ciclocrós. Además, recibió la prueba contrarreloj élite masculina en el año 2002 del Campeonato Mundial de Ciclismo en Ruta, la primera vez que se utilizó un trazado de carreras para una competición diferente al de automovilismo, ganando el Oro por el colombiano Santiago Botero, la plata para el alemán Michael Rich y el bronce concedida al español Igor González de Galdeano.

## Ganadores

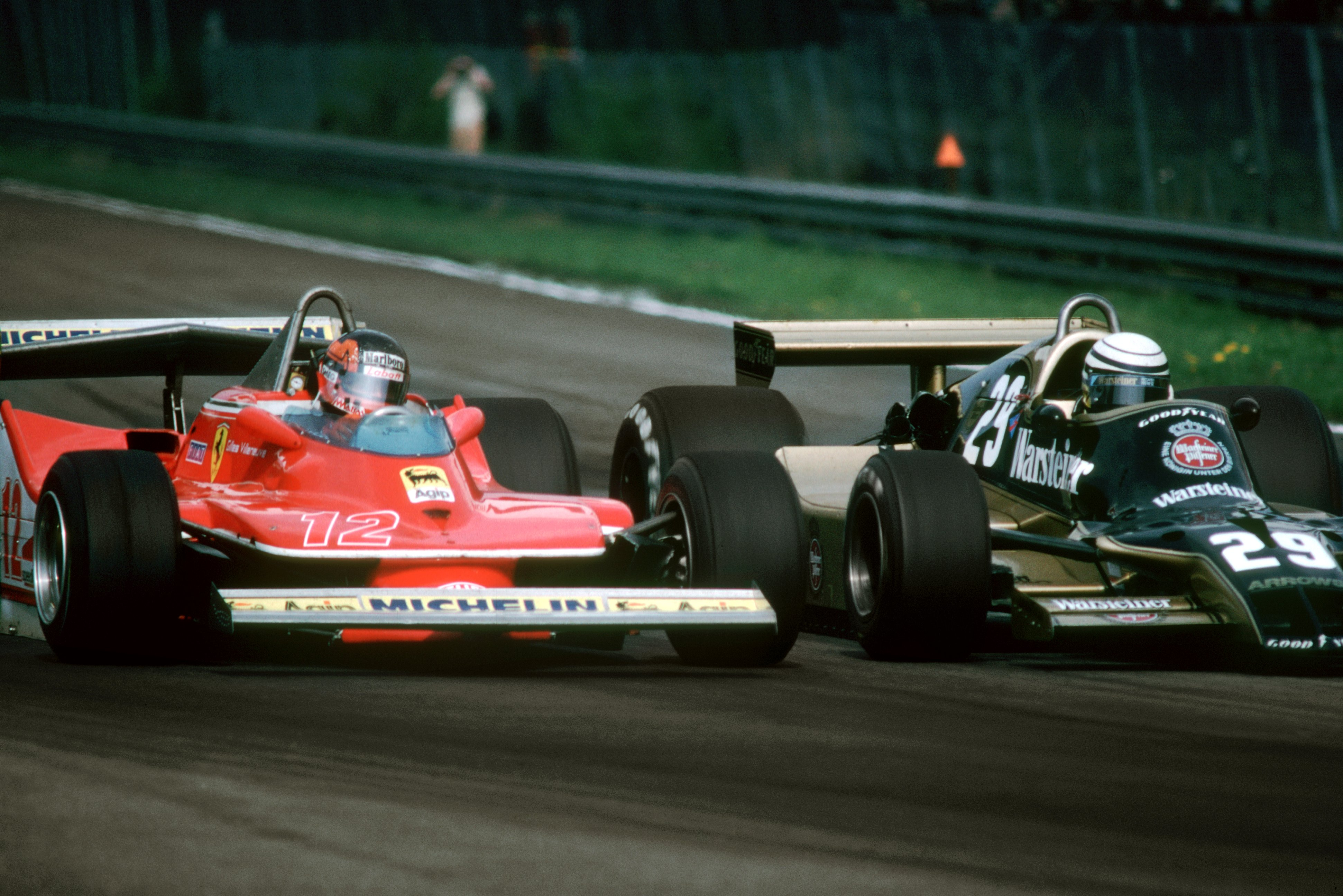
Gilles Villeneuve y Riccardo Patrese, en 1979.

### Fórmula 1
| Año     | Piloto           | Constructor   | Fecha       | Resultados |
| ------- | ---------------- | ------------- | ----------- | ---------- |
| 1973    | Jackie Stewart   | Tyrrell-Ford  | 20 de mayo  | Resultados |
| 1975    | Niki Lauda       | Ferrari       | 25 de mayo  | Resultados |
| 1976    | Niki Lauda       | Ferrari       | 16 de mayo  | Resultados |
| 1977    | Gunnar Nilsson   | Lotus-Ford    | 5 de junio  | Resultados |
| 1978    | Mario Andretti   | Lotus-Ford    | 21 de mayo  | Resultados |
| 1979    | Jody Scheckter   | Ferrari       | 13 de mayo  | Resultados |
| 1980    | Didier Pironi    | Ligier-Ford   | 4 de mayo   | Resultados |
| 1981    | Carlos Reutemann | Williams-Ford | 17 de mayo  | Resultados |
| 1982    | John Watson      | McLaren-Ford  | 9 de mayo   | Resultados |
| 1984    | Michele Alboreto | Ferrari       | 29 de abril | Resultados |
| Fuente: |                  |               |             |            |

## Fallecimientos
El 16 de mayo de 1981, durante los entrenamientos para el Gran Premio de ese año, el piloto argentino Carlos Reutemann impactó contra el mecánico Giovanni Amadeo de la escudería Osella, el cual se encontraba trabajando en uno de sus vehículos que se encontraba detenido en la recta del trazado. Amadeo falleció días después por una fractura de cráneo.
Un año más tarde, durante el Gran Premio de Bélgica de 1982, el piloto canadiense Gilles Villeneuve murió al chocar y ser expulsado del fórmula durante las clasificaciones.